# Инман (тауншип, Миннесота)
Инман (англ. Inman) — тауншип в округе Оттер-Тейл, Миннесота, США. На 2000 год его население составило 352 человека.

## География
По данным Бюро переписи населения США площадь тауншипа составляет 94,7 км², из которых f км² занимает суша, a вода составляет .

## Демография
По данным переписи населения 2000 года здесь находились 352 человека, 117 домохозяйств и 91 семья.  Плотность населения —  3,7 чел./км².  На территории тауншипа расположено 133 постройки со средней плотностью 1,4 построек на один квадратный километр. Расовый состав населения: 97,73 % белых, 0,85 % — других рас США и 1,42 % приходится на две или более других рас. Испанцы или латиноамериканцы любой расы составляли 3,12 % от популяции тауншипа.
Из 117 домохозяйств в 43,6 % воспитывались дети до 18 лет, в 71,8 % проживали супружеские пары, в 6,0 % проживали незамужние женщины и в 22,2 % домохозяйств проживали несемейные люди. 17,1 % домохозяйств состояли из одного человека, при том 9,4 % из — одиноких пожилых людей старше 65 лет. Средний размер домохозяйства — 3,01, а семьи — 3,44 человека.
36,4 % населения — младше 18 лет, 5,7 % — в возрасте от 18 до 24 лет, 24,7 % — от 25 до 44, 20,5 % — от 45 до 64, и 12,8 % — старше 65 лет. Средний возраст — 33 года. На каждые 100 женщин приходилось 91,3 мужчин.  На каждые 100 женщин старше 18 приходилось 105,5 мужчин.
Средний годовой доход домохозяйства составлял 26 250 долларов, а средний годовой доход семьи —  26 375 долларов. Средний доход мужчин —  22 500  долларов, в то время как у женщин — 20 000. Доход на душу населения составил 12 351 доллар. За чертой бедности находились 20,4 % семей и 20,0 % всего населения тауншипа, из которых 25,9 % младше 18 и 19,7 % старше 65 лет.